# Weekly Shōnen Magazine
Weekly Shōnen Magazine (週刊少年マガジン, Shūkan Shōnen Magajin) est un magazine de prépublication de mangas hebdomadaire de type shōnen publié par Kōdansha. Le premier numéro est lancé le 17 mars 1959, soit le même jour que l’un de ses principaux concurrents, le Weekly Shōnen Sunday. Une version mensuelle, le Monthly Shōnen Magazine existe également, parmi d’autres déclinaisons.

## Histoire

### Débuts
Le Weekly Shōnen Magazine, originellement intitulé Shūkan Shōnen Magajin, est un magazine hebdomadaire orienté vers l’action et mettent en scène des protagonistes aux capacités/pouvoirs extraordinaires. Le premier numéro du magazine est publié le 17 mars 1959, le même jour que le début de la publication du Weekly Shōnen Sunday, l'un de leurs principaux concurrents,.

### Années 2000
Au début des années 2000, de nombreux mangas, tels que Sakigake!! Kuromati Koukou et Over Drive, originellement publiés par le Weekly Shōnen Magazine, ont été adaptés en anime puis diffusés au Japon. Entre 2004 et 2005, la distribution du Weekly Shōnen Magazine, parmi d'autres magazines tels que Monthly Shōnen Jump, est en déclin de 13%, d'après les statistiques annuels publiées par Magazine Guide.
En 2006, le magazine publie pour la première fois le manga Fairy Tail. Fin 2006, la fin de publication de Rose Hip Zero et Kurakku!! est annoncée. Toujours en 2006, le Weekly Shōnen Magazine est classé à la 5e place du top 10 des magazines les plus populaires auprès du public féminin au Japon. Entretemps, le manga Drôles de racailles est prévu pour une première publication début 2007. En 2007, le chiffre des magazines distribués est estimé à plus de 2 millions, tandis que sa déclinaison, le Weekly Shōnen Jump, est en légère baisse. Dix années auparavant, la distribution des magazines Weekly Shōnen Jump était estimée à 2,8 millions d'exemplaires, et le Weekly Shōnen Magazine à 1,9 million. Le déclin des ventes de Weekly Shōnen Jump, cependant, est dû à sa suspension de publication en juillet 2007 par Shueisha. En août 2007, le magazine annonce la fin de Suzuka après trois ans de la publication.
En mars 2008, le magazine fête ses 50 ans de publications dans cinq différentes parutions. En octobre 2008, Weekly Shônen Magazine annonce la fin de la publication du manga Code: Breaker. À cette occasion, le Weekly Shōnen Sunday (WSS) de Shogakukan, et le Weekly Shōnen Magazine (WSM) de Kodansha élaborent la création d'un magazine, le Conan & Kindaichi. Comme son nom l'indique, il s'agit d'un magazine spécialement consacré aux mangas Detective Conan de Gosho Aoyama (originellement publié dans le WSS), et aux Enquêtes de Kindaichi de Yōzaburō Kanari et Fumiya Sato (originellement publié dans le WSM). Il est publié pendant un an et demi depuis le 15 mars 2008. Ces deux magazines s'allient également pour la parution exclusive d'un crossover.

## Publications
|  | Manga en inactivité |

| Titre | Auteur                                                | Première publication |
| --- | ----------------------------------------------------- | -------------------- |
| Ippo (はじめの一歩, Hajime no Ippo) | George Morikawa                                       | 11 octobre 1989      |
| Dream Team (あひるの空, Ahiru no Sora) | Takeshi Hinata                                        | 10 décembre 2003     |
| To Your Eternity (不滅のあなたへ, Fumetsu no Anata e)                                                                                                  | Yoshitoki Ōima                                        | 12 septembre 2016    |
| Rent-A-Girlfriend (彼女、お借りします, Kanojo, okarishimasu)                                                                                           | Reiji Miyajima                                        | 12 juillet 2017      |
| Bakemonogatari (化物語) | Oh! Great, Nishio Ishin                               | 14 mars 2018         |
| Blue Lock (ブルーロック, Burū Rokku) | Kaneshiro Muneyuki (scénario), Nomura Yusuke (dessin) | 1er août 2018        |
| À quoi tu joues, Ayumu ?! (戦隊大歩は寄せてくる, Soredemo Ayumu wa yosetekuru)                                                                         | Sōichirō Yamamoto                                     | 6 mars 2019          |
| A Couple of Cuckoos (カッコウの許嫁, Kakkō no Iinazuke)                                                                                                | Miki Yoshikawa                                        | 29 janvier 2020      |
| Girlfriend, Girlfriend (カノジョも彼女, Kanojo mo Kanojo)                                                                                              | Hiroyuki                                              | 4 mars 2020          |
| Shangri-La Frontier (シャングリラ・フロンティア〜クソゲーハンター、神ゲーに挑まんとす〜, Shangurira Furontia ~ Kusogē hantā, Kamigē ni Idoman to su ~) | Katarina, Ryōsuke Fuji                                | 15 juillet 2020      |
| Four Knights of the Apocalypse (黙示録の四騎士, Mokushiroku no Yonkishi)                                                                               | Nakaba Suzuki                                         | 27 janvier 2021      |
| No Longer Rangers (戦隊大失格, Sentai Daishikkaku) | Negi Haruba                                           | 3 février 2021       |
| Goddesses Cafe Terrace (女神のカフェテラス, Megami no Kafe Terasu)                                                                                     | Kōji Seo                                              | 17 février 2021      |
| How I Married an Amagami Sister (甘神さんちの縁結び, Amagami-san Chi No Enmusubi)                                                                      | Marcey Naito                                          | 21 avril 2021        |
| Craque pour moi, Medaka ! (黒岩メダカに私の可愛いが通じない, Kuroiwa Medaka ni watashi no kawaī ga tsūjinai)                                           | Ran Kuze                                              | 26 mai 2021          |
| Ao no Miburo (青のミブロ) | Yasuda Tsuyoshi                                       | 13 octobre 2021      |
| Gachiakuta (ガチアクタ) | Kei Urana                                             | 16 février 2022      |
| Kimi ga Megami nara Ii no ni (きみが女神ならいいのに)                                                                                                  | Kano Kashiwagi                                        | 20 avril 2022        |
| Les Allumés du conseil ! (生徒会にも穴はある!, Seitokai ni mo Ana wa Aru!)                                                                             | Muchimaro                                             | 27 avril 2022        |
| Kanan-sama wa Akuma de Choroi (カナン様はあくまでチョロい)                                                                                             | Nonco                                                 | 1er juin 2022        |
| Muni no Ichigeki (無二の一撃) | Kōtarō Naitō                                          | 29 juin 2022         |
| Hinata-san, Hoshino desu. (日向さん、星野です。) | Uoyama                                                | 3 août 2022          |
| Akabane Honeko no Bodyguard (赤羽骨子のボディガード)                                                                                                   | Masamitsu Nigatsu                                     | 21 septembre 2022    |
| Atwight Game (アトワイトゲーム) | Naoshi Arakawa                                        | 28 septembre 2022    |